# Conus ignotus
Espèce
Statut de conservation UICN

 DD  : Données insuffisantes
Conus ignotus est une espèce de mollusques gastéropodes marins de la famille des Conidae.
Comme toutes les espèces du genre Conus, ces escargots sont prédateurs et venimeux. Ils sont capables de « piquer » les humains et doivent donc être manipulés avec précaution, voire pas du tout.

## Distribution
Cette espèce est présente dans la mer des Caraïbes au large du Nicaragua jusqu'à la Colombie.

### Niveau de risque d’extinction de l’espèce
Selon l'analyse de l'UICN réalisée en 2011 pour la définition du niveau de risque d'extinction, il y a peu d'informations sur cette espèce dans la littérature. Elle n'est connue que par quelques spécimens. Cette espèce est classée dans la catégorie Données insuffisantes.

## Taxonomie

### Publication originale
L'espèce Conus ignotus a été décrite pour la première fois en 1998 par le malacologiste américain William P. Cargile dans la publication intitulée « Siratus »,.

### Synonymes
- Attenuiconus ignotus (Cargile, 1998) · non accepté
- Conus (Kellyconus) ignotus Cargile, 1998 · appellation alternative
- Kellyconus ignotus (Cargile, 1998) · non accepté